# ジェイク・ピービー
ジェイコブ・エドワード・ピービー（Jacob Edward Peavy, 1981年5月31日 - ）は、アメリカ合衆国アラバマ州モービル出身の元プロ野球選手（投手）。右投右打。

## 経歴

### プロ入りまで
アラバマ州モービル郊外のセムズで生まれ育つ。幼少期の好きなスポーツチームは、同州の隣のジョージア州に本拠地を置くMLBのアトランタ・ブレーブスと、アラバマ大学のフットボールチーム "アラバマ・クリムゾンタイド" だった。バスケットボールやサッカー、陸上競技など様々なスポーツをしていたほか、ギターやドラムなど楽器の演奏にも秀でていたが、祖父ブランチの影響で次第に野球にのめり込むようになっていった。ブランチは庭の草木に水をやっているときでも、手に持ったホースを使って投球フォームを教えていたという。
そのブランチが高校に入学する前の1994年に他界する。扇風機の電源を入れたところ、プロペラが音をたてて外れ、その破片が目を貫通して脳にまで達するという突然の事故だった。「あれ以来、マウンドに立つ度に祖父のことを思い出す。1球1球を彼に捧げる気持ちで投げるようになった」と後に振り返っている。
セントポールズ・エピスコパル高等学校に進学し野球部で活躍。変則フォームから繰り出す速球とチェンジアップの組み合わせで次々と勝利を積み重ねていき、スカウトに注目される存在になっていった。1999年の最上級生のときには、投手として13勝無敗、打者として打率.443、8本塁打という成績を残している。その後進路について家族会議を開き、この年のMLBドラフトで4巡目までに指名されなければ大学へ進学する、と決めた。進学先については、当初希望していたアラバマ大学が提示してきた奨学金が月250ドルと少額だったことなどから、オーバーン大学にした。

### パドレス時代
1999年6月に開催されたドラフトでは4巡目までに指名した球団はなかった。しかし15巡目（全体472位）になって、サンディエゴ・パドレスが指名。その瞬間「オーバーン大学だな」と口にしたが、その後徐々にプロ入りへと心が傾いていく。一方のパドレス側も、ケビン・ブラウンやケン・カミニティら主力選手3人がFAで他球団へ移籍したため、その補償としてこのドラフトでは1巡目だけで6人を指名しており、下位指名の選手には金をかけられない状況だったが、4巡目指名選手と同額の10万ドルという契約金を用意した。このため方針を変更しプロ入りすることにした。契約後、マイナーリーグ最下層のルーキー級でプロデビューし、アリゾナリーグで13試合73.2イニングを投げ7勝1敗、防御率1.34の好成績を残す。
2000年はA級フォートウェイン・ウィザーズに昇格。同球団が加盟するミッドウェストリーグはこの年、リーグ最高出塁率がアダム・ダン、リーグ最高長打率がアルバート・プホルス、本塁打王・打点王がオースティン・カーンズと、後のメジャーリーガーたちが打撃成績上位に名を連ねており、例年に比べレベルが高かった。しかしウイルス性髄膜炎による頭痛に悩まされながらも、26試合133.2イニングでリーグ最多の164三振を奪い、防御率も2.90にまとめた。
2001年、A+級レイクエルシノア・ストームで19試合に先発登板後、AA級モービル・ベイベアーズに昇格、地元アラバマ州モービルに "凱旋" する。シーズン終了後、生活費を稼ぐためのアルバイトを探していた本人と、地元出身の選手を利用してプロモーションを行いたい球団との思惑が一致し、自らチケット販売を担当することになり球団事務所から電話でセールスを展開。その一方で球団も代理店と契約し、ペプシコーラの缶に写真がデザインされた地元限定バージョンを流通させるなど、球団の宣伝に力を入れた。当時の球団GMビル・シャナハンは「ペプシの缶に写真が入ったマイナーリーガーなんて、歴史上ジェイクただ一人だろうね」と語っている。
2002年、シーズン半ばまでモービルに在籍。14試合に先発登板し4勝5敗、防御率2.80という成績を残す。6月21日、ボビー・ジョーンズが故障者リスト入りするのに伴い、メジャー初昇格を果たす。翌6月22日にメジャーデビュー。前年のアメリカンリーグ王者ニューヨーク・ヤンキースを本拠地クアルコム・スタジアムに迎えての一戦で先発を任された。1回表、先頭打者アルフォンソ・ソリアーノに初球を捉えられ二塁打とされると、3番のジェイソン・ジアンビにも二塁打を許し1点を先制される。しかしその後は5回二死まで12人連続でアウトに打ち取るなど相手に得点を許さず、6回を3安打、2四球、1失点で乗り切った。試合は相手先発テッド・リリーが9回3安打完封と好投し0-1で敗れて敗戦投手となったが「降板するときに観客がスタンディングオベーションしてくれて、あれは人生で最高の瞬間だった」という感想を残している。これ以降メジャーに定着し、4試合目の登板となった7月16日のコロラド・ロッキーズ戦でメジャー初勝利を挙げ、続く同月21日のアリゾナ・ダイヤモンドバックス戦ではランディ・ジョンソンに投げ勝つなど、最終的に17試合に先発した。
2003年は先発ローテーションに入り、先発32試合、194.2イニングを投げて防御率を前年より改善させた。
2004年は5月19日の登板を最後に5月27日から故障者リスト入りし、7月2日のカンザスシティ・ロイヤルズ戦で復帰するまで登板がなかったものの、オールスター以後の後半戦は10勝3敗、防御率2.18という成績を残しており、8月には月間最優秀投手賞を受賞している。シーズン通して166イニングを投げ15勝6敗、173奪三振と、投球回数を上回る数の三振を奪った。防御率は球団歴代3位となる2.27で、最優秀防御率のタイトルを獲得。シーズン終了後には日米野球のMLB選抜メンバーとして日本を訪れ、2試合の登板で2勝、防御率1.64の好成績を残した。
2005年シーズン開幕前、4年総額1450万ドル（5年目は球団オプション）で契約を延長。この年は13勝7敗、216奪三振で、奪三振王のタイトルを獲得した。奪三振率9.58は球団新記録となった。MLBオールスターゲームにも初めて選出されている。チームは地区優勝でポストシーズンに進出。セントルイス・カージナルスとのディビジョンシリーズ初戦で先発したが、4.1イニングを投げ8失点で負け投手となった。チームも3連敗で敗退し、シーズンを終えた。

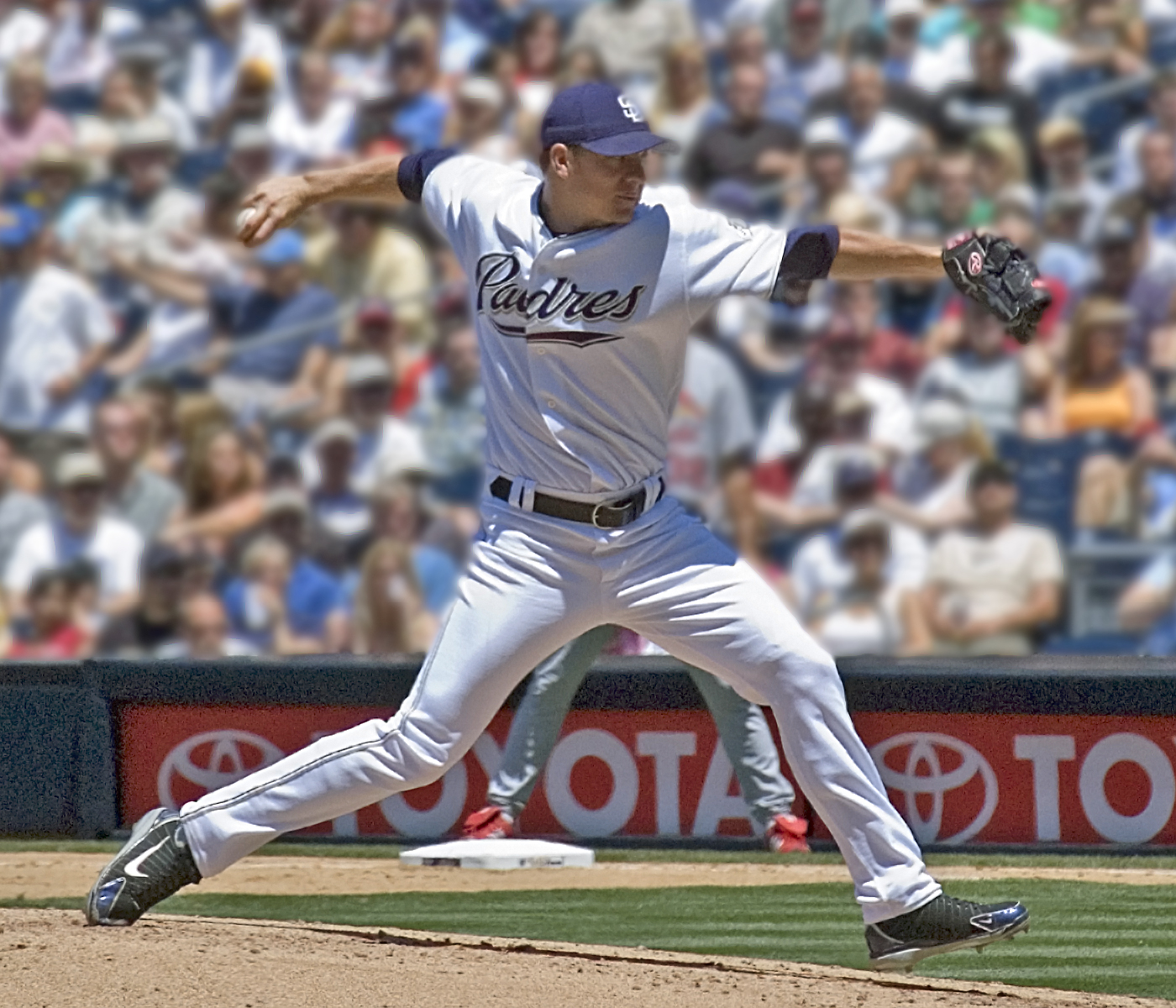
2006年

2年連続のタイトル獲得という実績により、2006年はサイ・ヤング賞候補の1人と目されるようになっていた。MLBレギュラーシーズンの開幕前に開催された国際大会・第1回ワールド・ベースボール・クラシックではアメリカ合衆国代表の一員として2試合に登板。このとき、第2ラウンドの日本戦ではイチローに先頭打者本塁打を許している。シーズン開幕後は肩に違和感を覚えながらの登板が続いたため、防御率は4点台とふるわなかったが、202.1イニングを投げて215奪三振（リーグトップのアーロン・ハラングに1個差）を記録した。奪三振率はリーグ1位だった。
2007年は240奪三振、防御率2.54に加え19勝も記録。投手三冠王となり、ナ・リーグでは2002年のランディ・ジョンソン以来となる満票でのサイ・ヤング賞受賞を果たした。本人は前年と今年の違いについて、健康に過ごせたこと以外何も変わったことはないという。4月25日のダイヤモンドバックス戦では9者連続奪三振を記録。10人目のエリック・バーンズをフルカウントに追い込んだが、微妙なハーフスイングをボールと判定されて四球となったため、トム・シーバーの持つMLB記録にはあと1つ及ばなかった。この試合から5月11日にかけて球団記録となる4試合連続で二桁奪三振を記録。7月10日のオールスターゲームではナ・リーグの先発投手を務めた。12月に、2010年から3年総額5200万ドル（2013年はクラブ側に2300万ドルのオプションあり）で契約延長した。これはフィル・ネビンの4年総額3400万ドルを上回る球団史上最高の金額である。

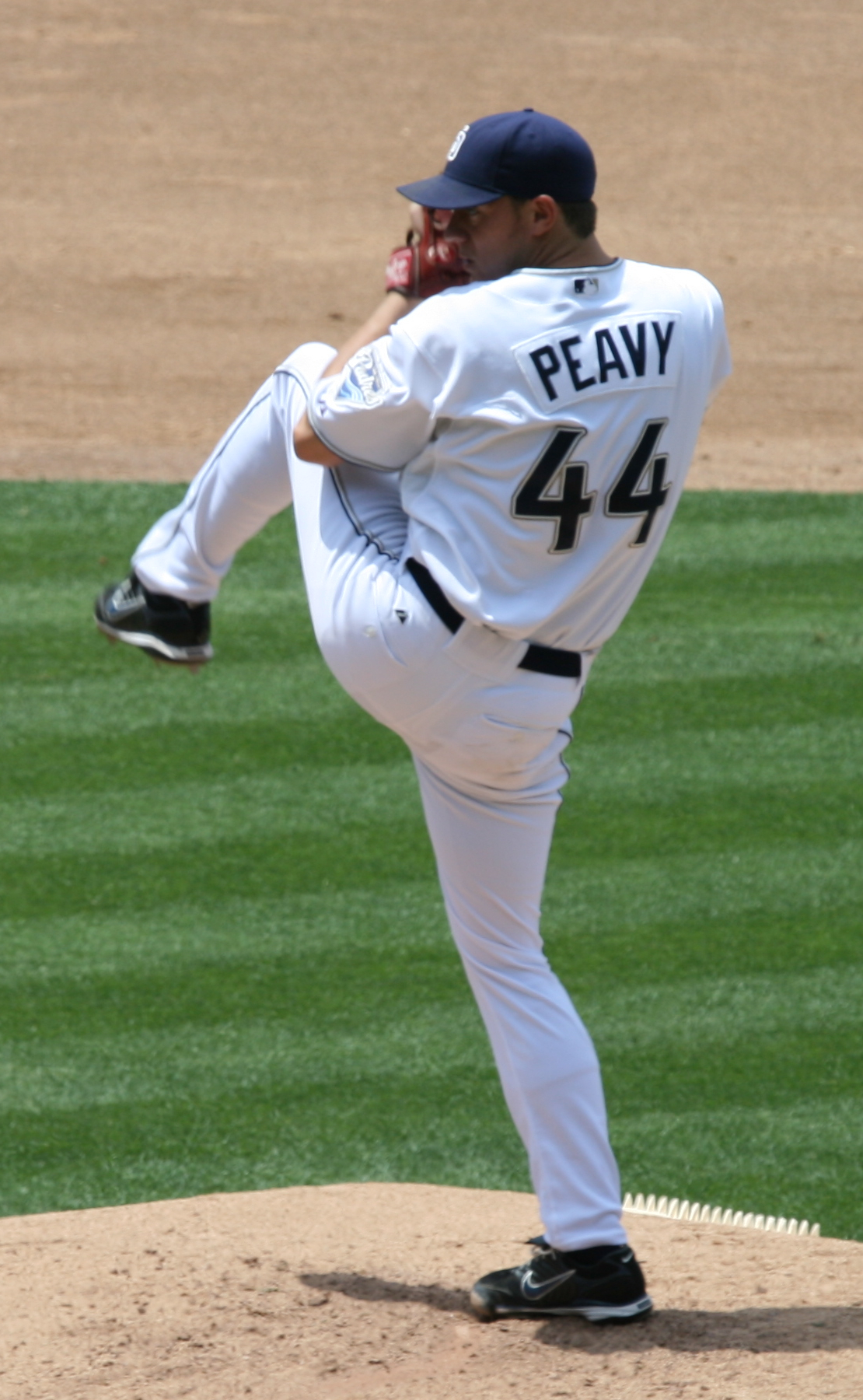
パドレス時代（2007年）

大型契約を結んで以降は毎年のように故障に苦しめられる。2008年は5月20日に右肘の痛みのため故障者リスト入り。トミー・ジョン手術の噂もあったが、靭帯に異常はなく6月12日に復帰した。防御率2.85（リーグ3位）、QS率70%（リーグ5位）を記録するなど安定した投球を続けていたが、この年は打線の援護が少なかく、シーズン10勝目を挙げたのは最終登板となった9月25日のロサンゼルス・ドジャース戦だった。結局、防御率2.85ながら10勝11敗で負け越し、投球回数は180に満たず、5年ぶりに奪三振率が9を下回った。
同年チームはシーズン99敗で地区最下位に終わり、年俸総額削減のため放出されるとの見方も高まったが、オフの間のトレードは実現せず、結局2009年のシーズン開幕をパドレスで迎えた。

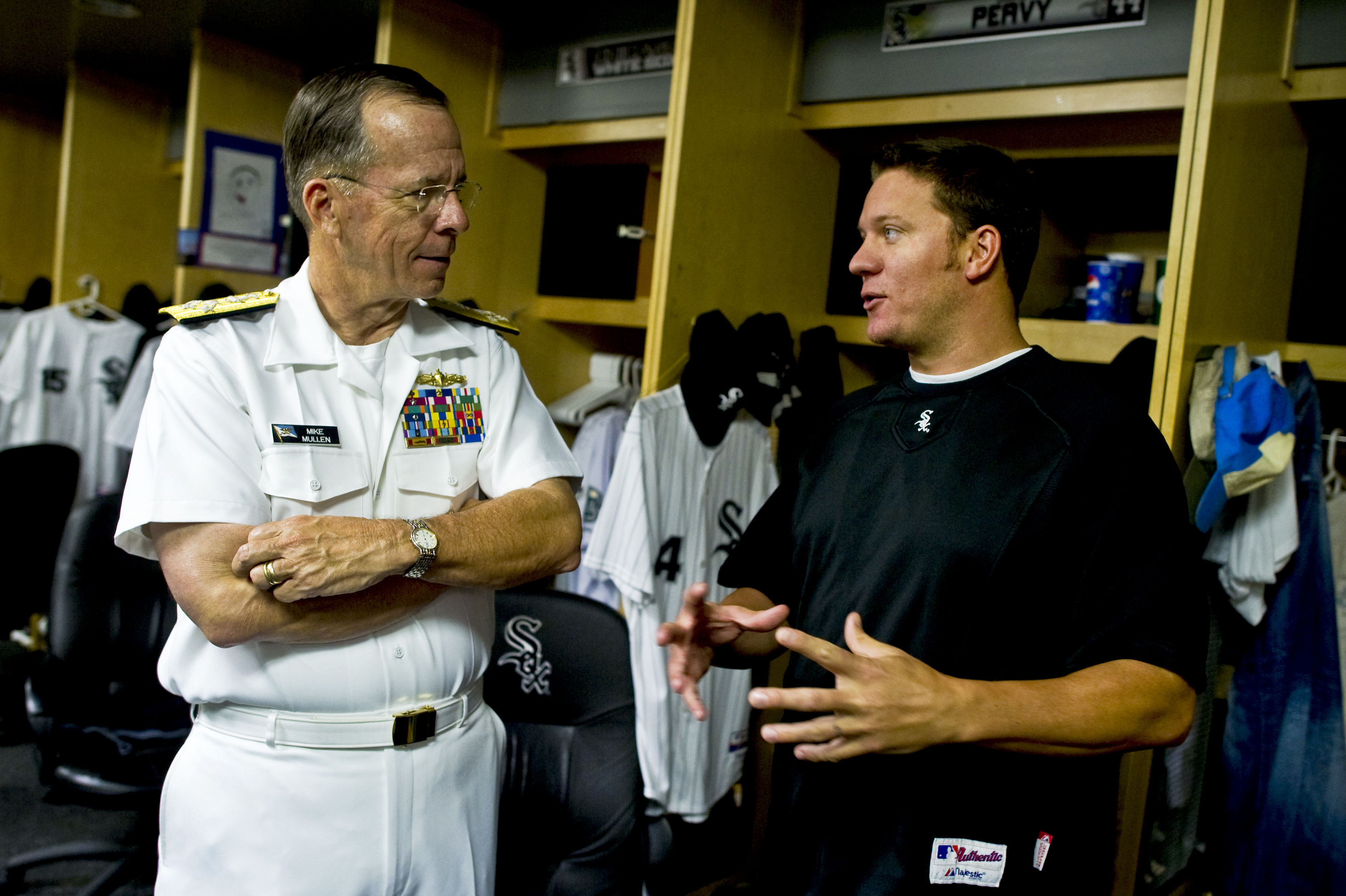
2010年8月25日、第17代アメリカ統合参謀本部議長マイケル・マレン（左）と

2009年は第2回ワールド・ベースボール・クラシックに、前回大会に引き続いてアメリカ合衆国代表として出場。ロイ・オズワルトやリリーらと共に先発ローテーションを形成したが、2試合に先発登板して防御率14.40に終わった。シーズン開幕後もトレード交渉は続いており、5月21日にはシカゴ・ホワイトソックスとパドレスとの間でトレードが合意に達したが、「サンディエゴに留まることが自分や家族にとって最善の選択」として、契約に含まれていたトレード拒否権を行使した。5月下旬から足首の症状を訴え、6月12日に故障者リスト入りして以来登板がなかったが、トレード期限日となる7月31日、パドレスはホワイトソックスとの間でもう一度トレード交渉を成立させた。この際にはトレード拒否権を行使せず、こうしてホワイトソックスへの移籍が決定した。

### ホワイトソックス時代

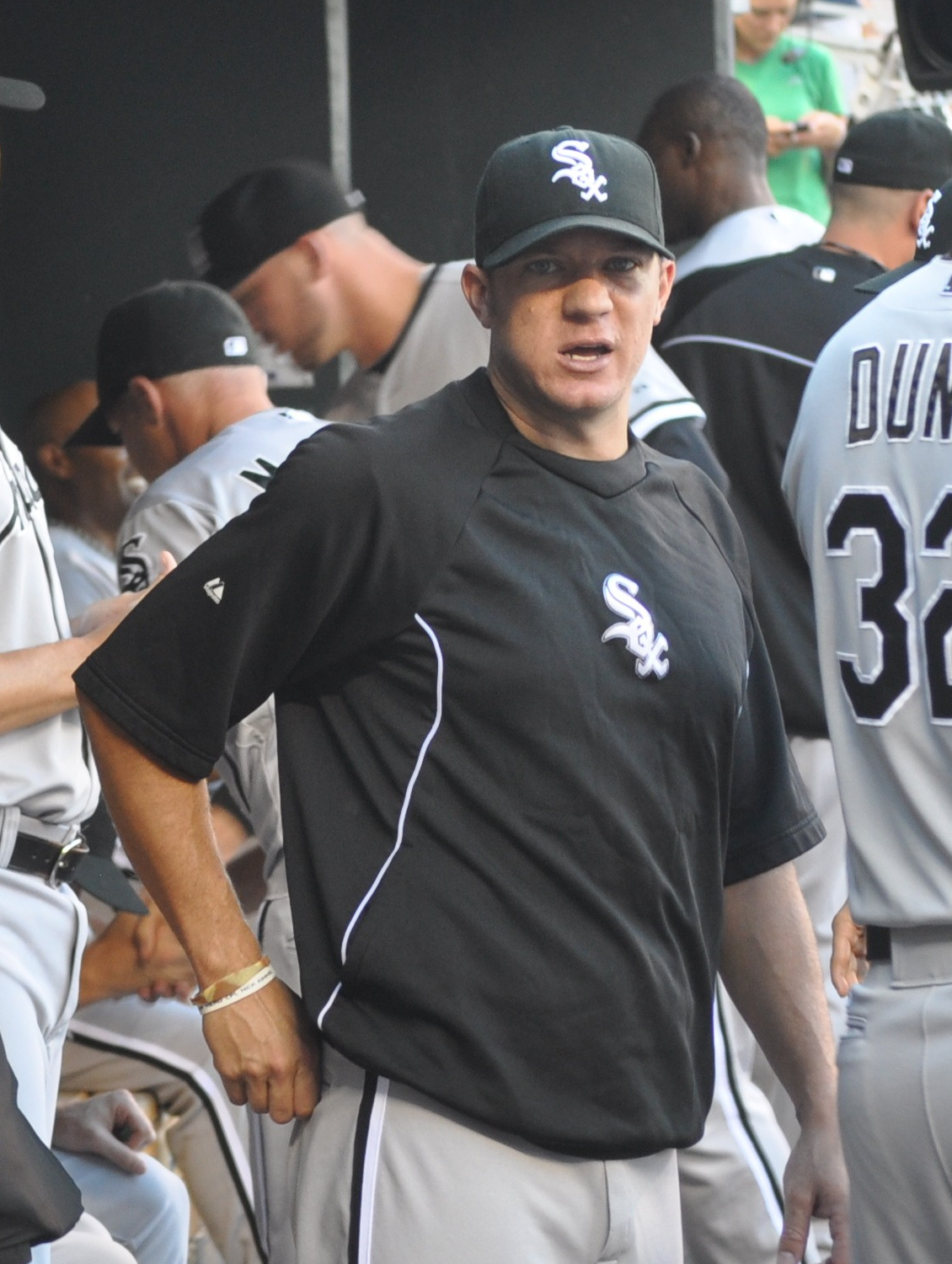
シカゴ・ホワイトソックス時代
（2012年7月30日）

移籍後初登板は故障もありシーズン終了間際の9月19日にずれ込んだが、ロイヤルズ戦で5回3失点で勝ち投手となった。さらにデトロイト・タイガースとの2試合をいずれも無失点に抑え、シーズンを終了した。
2010年は4月、5月と打ち込まれる試合が続き、6月にようやく調子を取り戻したが、7月6日のロサンゼルス・エンゼルス戦の2回表二死走者なしの場面でマイク・ナポリと対戦した際、投球の瞬間に右肩のあたりを痛めて途中降板。診察の結果、広背筋剥離という珍しい症状で、手術を受けシーズン絶望となった。
2011年は故障や疲労もあり19試合（先発18試合）の登板にとどまり、成績も防御率4.92、7勝7敗でシーズンを終えた。
2012年には4年ぶりの2桁勝利、オールスター選出を果たし、219イニングを投げてゴールドグラブ賞も受賞するなど復活。ホワイトソックスは翌年分の2200万ドルのオプションを行使しないと見られ、動向が注目されていたが、10月30日に2年総額2900万ドルでホワイトソックスとの契約を延長した。なお、投球回数等によっては3年目に1500万ドルの契約延長権が発生する。
2013年には、6月初旬に負傷したものの、7月20日・24日と連勝した。

### レッドソックス時代
2013年7月30日にタイガースのブライアン・ビヤレアル、アビサイル・ガルシア、ボストン・レッドソックスのホセ・イグレシアスらとの三角トレードが成立し、アリーグ東地区で首位を走るレッドソックスへ移籍した。これは後半戦とポストシーズン進出に備えて先発を強化したいレッドソックスが、ピービーを獲得するために、正遊撃手のジョニー・ペラルタの出場停止に悩むタイガースを巻き込んで、トレード成立をさせたものであった。移籍後は10試合に登板し4勝し1敗のみと期待通りの活躍を見せ、地区優勝に貢献した。ポストシーズンでもローテーションの一角を担い、ディビジョンシリーズ第4戦において、タンパベイ・レイズを相手に5.2イニング、1失点と好投し、レッドソックスをディビジョンシリーズ勝利に導いた。しかしリーグチャンピオンシップシリーズ第4戦ではデトロイト・タイガースに3回7失点を喫し負け投手となった。ワールドシリーズでも第3戦に登板し、セントルイス・カージナルスに4回2失点と好投したが、上原浩治投手が登板した9回にワールドシリーズ初の「走塁妨害によるサヨナラ負け」を喫した。しかしレッドソックスは第4戦以降、勝利を重ねワールドシリーズを制した。
優勝パレードは11月2日に行われ、レッドソックスの選手は市内観光に使用されている水陸両用車「DUKW（ダックボート）」に乗り込み、本拠地フェンウェイパークからチャールズ川まで凱旋した。ピービーは、11月3日にそのダックボートを購入し、自宅のあるアラバマに持ち込み、喜びのコメントを発している。
2014年は開幕ロースター入りし、20試合に先発登板。1勝9敗、防御率4.72だった。

### ジャイアンツ時代
2014年7月25日にエドウィン・エスコバー、ヒース・ハンブリーとのトレードで、サンフランシスコ・ジャイアンツへ移籍した。ジャイアンツ移籍後は完全に復調し、8月30日のミルウォーキー・ブルワーズ戦ではアラミス・ラミレスから三振を奪い、通算2000奪三振を達成。ジャイアンツでは12試合の先発登板で防御率2.17、6勝4敗という好成績を記録。しかしシーズントータルでは8勝に終わり、3年ぶりに2桁勝利を逃した。オフの10月30日にFAとなったが、12月23日にジャイアンツと総額2400万ドルの2年契約で再契約した。
2016年シーズン終了後の11月3日に再びFAとなった。

## 選手としての特徴
スリー・クォーター気味のフォームから、速球とスライダーを中心とする組み立てで奪三振を多く奪う。これまでにナショナルリーグ最多奪三振のタイトルを2度獲得している。
92-96mph（約148.1-154.5km/h）の速球とスライダーのほか、チェンジアップとカーブも投げる。その中でもスライダーは、約87mph（約140.0km/h）の小さく曲がる高速スライダーと、約83mph（約133.6km/h）の大きく曲がるスラーブと、2つを投げ分けている。本人もスライダーには自信があるようで「スライダーがいい時は、空振りを大量に奪えると思う」と話している。
制球が良いことから「グレッグ・マダックス2世」と呼ばれたこともある。そのマダックスとは2007年から2008年までチームメイトとなり､新旧サイ・ヤング賞コンビとして先発投手陣を支えた。

## 詳細情報

### 年度別投手成績
| 年 度     | 球 団     | 登 板 | 先 発 | 完 投 | 完 封 | 無 四 球 | 勝 利 | 敗 戦 | セ 丨 ブ | ホ 丨 ル ド | 勝 率 | 打 者 | 投 球 回 | 被 安 打 | 被 本 塁 打 | 与 四 球 | 敬 遠 | 与 死 球 | 奪 三 振 | 暴 投 | ボ 丨 ク | 失 点 | 自 責 点 | 防 御 率 | W H I P |
| --------- | --------- | ----- | ----- | ----- | ----- | -------- | ----- | ----- | -------- | ----------- | ----- | ----- | -------- | -------- | ----------- | -------- | ----- | -------- | -------- | ----- | -------- | ----- | -------- | -------- | ------- |
| 2002      | SD        | 17    | 17    | 0     | 0     | 0        | 6     | 7     | 0        | 0           | .462  | 430   | 97.2     | 106      | 11          | 33       | 4     | 3        | 90       | 4     | 1        | 54    | 49       | 4.52     | 1.42    |
| 2003      | SD        | 32    | 32    | 0     | 0     | 0        | 12    | 11    | 0        | 0           | .522  | 827   | 194.2    | 173      | 33          | 82       | 3     | 6        | 156      | 2     | 0        | 94    | 89       | 4.11     | 1.31    |
| 2004      | SD        | 27    | 27    | 0     | 0     | 0        | 15    | 6     | 0        | 0           | .714  | 694   | 166.1    | 146      | 13          | 53       | 4     | 11       | 173      | 1     | 1        | 49    | 42       | 2.27     | 1.20    |
| 2005      | SD        | 30    | 30    | 3     | 3     | 1        | 13    | 7     | 0        | 0           | .650  | 812   | 203.0    | 162      | 18          | 50       | 3     | 7        | 216      | 3     | 1        | 70    | 65       | 2.88     | 1.04    |
| 2006      | SD        | 32    | 32    | 2     | 0     | 0        | 11    | 14    | 0        | 0           | .440  | 846   | 202.1    | 187      | 23          | 62       | 11    | 6        | 215      | 4     | 0        | 93    | 92       | 4.09     | 1.23    |
| 2007      | SD        | 34    | 34    | 0     | 0     | 0        | 19    | 6     | 0        | 0           | .760  | 898   | 223.1    | 169      | 13          | 68       | 5     | 6        | 240      | 4     | 0        | 67    | 63       | 2.54     | 1.06    |
| 2008      | SD        | 27    | 27    | 1     | 0     | 0        | 10    | 11    | 0        | 0           | .476  | 709   | 173.2    | 146      | 17          | 59       | 1     | 5        | 166      | 6     | 0        | 57    | 55       | 2.85     | 1.18    |
| 2009      | SD        | 13    | 13    | 1     | 0     | 1        | 6     | 6     | 0        | 0           | .500  | 335   | 81.2     | 69       | 7           | 28       | 0     | 1        | 92       | 2     | 1        | 38    | 36       | 3.97     | 1.19    |
| 2009      | CWS       | 3     | 3     | 0     | 0     | 0        | 3     | 0     | 0        | 0           | 1.000 | 75    | 20.0     | 11       | 1           | 6        | 0     | 0        | 18       | 0     | 1        | 3     | 3        | 1.35     | 0.85    |
| '09計     | CWS       | 16    | 16    | 1     | 0     | 1        | 9     | 6     | 0        | 0           | .600  | 410   | 101.2    | 80       | 8           | 34       | 0     | 1        | 110      | 2     | 2        | 41    | 39       | 3.45     | 1.12    |
| 2010      | CWS       | 17    | 17    | 1     | 1     | 0        | 7     | 6     | 0        | 0           | .538  | 450   | 107.0    | 98       | 13          | 34       | 2     | 5        | 93       | 2     | 1        | 55    | 55       | 4.63     | 1.23    |
| 2011      | CWS       | 19    | 18    | 1     | 1     | 1        | 7     | 7     | 0        | 0           | .500  | 470   | 111.2    | 117      | 10          | 24       | 4     | 3        | 95       | 4     | 0        | 61    | 61       | 4.92     | 1.26    |
| 2012      | CWS       | 32    | 32    | 4     | 1     | 0        | 11    | 12    | 0        | 0           | .478  | 882   | 219.0    | 191      | 27          | 49       | 1     | 10       | 194      | 3     | 2        | 88    | 82       | 3.37     | 1.10    |
| 2013      | CWS       | 13    | 13    | 1     | 0     | 0        | 8     | 4     | 0        | 0           | .667  | 324   | 80.0     | 74       | 14          | 17       | 0     | 1        | 76       | 0     | 1        | 41    | 38       | 4.28     | 1.14    |
| 2013      | BOS       | 10    | 10    | 1     | 0     | 0        | 4     | 1     | 0        | 0           | .800  | 266   | 64.2     | 56       | 6           | 19       | 0     | 1        | 45       | 0     | 1        | 29    | 29       | 4.04     | 1.14    |
| '13計     | BOS       | 23    | 23    | 2     | 0     | 0        | 12    | 5     | 0        | 0           | .706  | 590   | 144.2    | 130      | 20          | 36       | 0     | 2        | 121      | 0     | 2        | 70    | 67       | 4.17     | 1.15    |
| 2014      | BOS       | 20    | 20    | 0     | 0     | 0        | 1     | 9     | 0        | 0           | .100  | 538   | 124.0    | 131      | 20          | 46       | 1     | 3        | 100      | 2     | 1        | 67    | 65       | 4.72     | 1.43    |
| 2014      | SF        | 12    | 12    | 0     | 0     | 0        | 6     | 4     | 0        | 0           | .600  | 314   | 78.2     | 65       | 3           | 17       | 1     | 6        | 58       | 3     | 1        | 24    | 19       | 2.17     | 1.04    |
| '14計     | SF        | 32    | 32    | 0     | 0     | 0        | 7     | 13    | 0        | 0           | .350  | 852   | 202.2    | 196      | 23          | 63       | 2     | 9        | 158      | 5     | 2        | 91    | 84       | 3.73     | 1.28    |
| 2015      | SF        | 19    | 19    | 0     | 0     | 0        | 8     | 6     | 0        | 0           | .571  | 448   | 110.2    | 99       | 12          | 25       | 1     | 2        | 78       | 2     | 1        | 45    | 44       | 3.58     | 1.12    |
| 2016      | SF        | 31    | 21    | 0     | 0     | 0        | 5     | 9     | 0        | 0           | .357  | 520   | 118.2    | 134      | 18          | 36       | 1     | 2        | 102      | 4     | 1        | 76    | 73       | 5.54     | 1.43    |
| MLB：15年 | MLB：15年 | 388   | 377   | 15    | 6     | 3        | 152   | 126   | 0        | 0           | .547  | 9838  | 2377.0   | 2134     | 259         | 708      | 42    | 78       | 2207     | 46    | 14       | 1011  | 960      | 3.63     | 1.20    |

- 各年度の太字はリーグ最高

### 年度別守備成績
| 年 度 | 球 団 | 投手（P） | 投手（P） | 投手（P） | 投手（P） | 投手（P） | 投手（P） |
| 年 度 | 球 団 | 試 合     | 刺 殺     | 補 殺     | 失 策     | 併 殺     | 守 備 率  |
| ----- | ----- | --------- | --------- | --------- | --------- | --------- | --------- |
| 2002  | SD    | 17        | 9         | 19        | 0         | 0         | 1.000     |
| 2003  | SD    | 32        | 17        | 20        | 3         | 3         | .925      |
| 2004  | SD    | 27        | 10        | 24        | 1         | 4         | .971      |
| 2005  | SD    | 30        | 10        | 24        | 1         | 1         | .971      |
| 2006  | SD    | 32        | 22        | 20        | 2         | 1         | .955      |
| 2007  | SD    | 34        | 21        | 27        | 0         | 1         | 1.000     |
| 2008  | SD    | 27        | 13        | 25        | 2         | 3         | .950      |
| 2009  | SD    | 13        | 5         | 10        | 1         | 0         | .938      |
| 2009  | CWS   | 3         | 0         | 3         | 0         | 1         | 1.000     |
| '09計 | CWS   | 16        | 5         | 13        | 1         | 1         | .947      |
| 2010  | CWS   | 17        | 8         | 16        | 0         | 0         | 1.000     |
| 2011  | CWS   | 19        | 9         | 6         | 1         | 0         | .938      |
| 2012  | CWS   | 32        | 14        | 22        | 1         | 3         | .973      |
| 2013  | CWS   | 13        | 6         | 5         | 0         | 0         | 1.000     |
| 2013  | BOS   | 10        | 4         | 5         | 0         | 0         | 1.000     |
| '13計 | BOS   | 23        | 10        | 10        | 0         | 0         | 1.000     |
| 2014  | BOS   | 20        | 15        | 15        | 1         | 2         | .968      |
| 2014  | SF    | 12        | 8         | 10        | 1         | 1         | .947      |
| '14計 | SF    | 32        | 23        | 25        | 2         | 3         | .960      |
| 2015  | SF    | 19        | 8         | 10        | 1         | 0         | .947      |
| 2016  | SF    | 31        | 4         | 9         | 1         | 0         | .929      |
| MLB   | MLB   | 388       | 183       | 270       | 16        | 20        | .966      |

- 各年度の太字はリーグ最高
- 各年度の太字年はゴールドグラブ賞受賞

### タイトル
- 最多勝利：1回（2007年）
- 最優秀防御率：2回（2004年、2007年）
- 最多奪三振：2回（2005年、2007年）

### 表彰
- サイ・ヤング賞：1回（2007年）
- ゴールドグラブ賞（投手部門）：1回（2012年）
- ピッチャー・オブ・ザ・マンス：4回（2004年8月、2007年5月・8月・9月）
- プレイヤーズ・チョイス・アワーズ優秀投手：1回（2007年）

### 記録
- 投手三冠：1回（2007年）
- MLBオールスターゲーム選出：4回（2005年、2007年、2008年、2012年）

### 背番号
- 44（2002年 - 2014年途中）
- 43（2014年途中 - 同年途中）
- 22（2014年途中 - 2016年）

### 代表歴
- 2006 ワールド・ベースボール・クラシック・アメリカ合衆国代表
- 2009 ワールド・ベースボール・クラシック・アメリカ合衆国代表